# Beziehungen zwischen Myanmar und den Vereinigten Staaten
Die Beziehungen zwischen Myanmar und den Vereinigten Staaten sind das zwischenstaatliche Verhältnis zwischen Myanmar und den Vereinigten Staaten. Nach der Aufnahme diplomatischer Beziehungen nach der Unabhängigkeit Birmas 1947 waren die Beziehungen kooperativ und die USA leisteten Wirtschaftshilfe während des Kalten Krieges. Nach der gewaltsamen Niederschlagung des 8888 Uprising begannen die USA ab 1988 Sanktionen gegen Myanmars Militärregierung zu erheben, die in der Folgezeit schrittweise verschärft wurden. Ab 2008 setzte mit der vorsichtigen Liberalisierung des politischen Systems in Myanmar eine politische Tauwetterperiode ein, infolgedessen es zu hochrangigen Staatsbesuchen kam. Diese Annäherung wurde jedoch durch den Militärputsch in Myanmar 2021 zunichtegemacht, nachdem die USA begannen, neue Sanktionen zu erheben.

## Geschichte

### Frühe Kontakte
Der erste Kontakt zwischen der Konbaung-Dynastie von Birma und den Vereinigten Staaten waren die Briefe, die König Mindon 1856–57 an die Präsidenten Franklin Pierce und James Buchanan schickte. König Mindon hoffte auf einen bilateralen Vertrag, der einen gewissen Schutz gegen die Expansion der Briten bieten würde. Später, am 20. März 1879, besuchte der ehemalige US-Präsident Ulysses Grant Rangun für einen kurzen Besuch auf einer Weltreise nach seinem Rücktritt vom Präsidentenamt. Zum Zeitpunkt seines Aufenthalts war Niederbirma, einschließlich Rangun, im Zweiten Anglo-Birmanischen Krieg an die Briten verloren gegangen. Grant war beeindruckt von Rangun und sagte voraus, dass es eine der größten und wichtigsten Städte Asiens werden würde. Während des Zweiten Weltkriegs beteiligten sich die Amerikaner ab 1942 am Burmafeldzug, bei dem die Kaiserlich Japanische Armee aus dem Land vertrieben wurde. Dabei kämpften sie auch gegen den mit den Japanern verbündeten Unabhängigkeitshelden Aung San.

### Burmesische Unabhängigkeit
Die US-Botschaft in Rangun wurde am 19. September 1947 im Vorgriff auf die Unabhängigkeit Birmas mit Earl L. Packer als erstem Geschäftsträger eröffnet. Der erste Botschafter wurde am 17. Oktober desselben Jahres ernannt. Nach ihrer Niederlage im chinesischen Bürgerkrieg zogen sich Teile der Kuomintang-Armee nach Süden zurück und überquerten die Grenze nach Birma. Die Vereinigten Staaten unterstützten diese nationalistischen Kräfte, weil sie hofften, sie würden die Volksrepublik China vom Südwesten aus bedrängen und so chinesische Ressourcen vom Koreakrieg abziehen. Die birmanische Regierung protestierte und der internationale Druck nahm zu. Ab 1953 begann der Rückzug der KMT-Kräfte aus Birma. Die verdeckte Unterstützung der CIA für die nationalchinesischen Kräfte in Birma trug dazu bei, dass das Goldenes Dreieck zu einem globalen Zentrum der Opiumproduktion wurde. 1960 wurden die verbliebenen nationalistischen Kräfte durch eine gemeinsame Militäraktion Chinas und Birmas aus Birma vertrieben, obwohl einige von ihnen im birmanisch-thailändischen Grenzgebiet verblieben.
Obwohl die Beziehungen zwischen den beiden Ländern zeitweise gestört waren, bemühten sich die Vereinigten Staaten aus mehreren Gründen um gute Beziehungen zu Birma. Das Land war und ist strategisch wichtig, da es am Golf von Bengalen liegt und sowohl an Indien als auch an China grenzt. Rangun beherbergte sowohl die sowjetische als auch die chinesische Botschaft, was es zu einem guten Horchposten während der chinesisch-sowjetischen Spaltung in den 1960er Jahren machte. Gleichzeitig wurden die USA mit Heroin aus dem Land überschwemmt. Trotz Drogenhandels und autoritärer Militärregierung leisteten die USA während des Kalten Kriegs Wirtschaftshilfe, um das Land neutral zu halten.

### Myanmar und die Vereinigten Staaten
1988 begann der 8888 Uprising gegen die Herrschaft von Ne Win. Nach sechs Monaten führten die Proteste zu einem blutigen Militärputsch des Staatsrat für Wiederherstellung von Recht und Ordnung, der das Kriegsrecht verhängte und gegen die Proteste vor der US-Botschaft in Rangun vorging. Der Staatsrat ging brutal gegen die Demonstranten vor, wobei 500 von ihnen vor der US-Botschaft getötet wurden. Die Vereinigten Staaten verhängten in Reaktion auf die Gewalt die restriktivsten Sanktionen unter den zahlreichen Ländern, die ihre Hilfe einstellten und Sanktionen verhängten. 1989 änderte die Militärjunta den Namen des Landes von Birma in Myanmar, zusammen mit vielen anderen Namen wie Rangun, was in Yangon umbenannt wurde. Als eines der wenigen Länder erkennen die USA bis heute diese Namensänderungen nicht an, mit der Begründung, dass diese von einem illegitimen Regime gemacht wurden. Die Vereinigten Staaten stuften ihren Vertreter in Myanmar vom Botschafter zum Geschäftsträger herab, nachdem die Regierung 1988 gegen die demokratische Opposition vorgegangen war und die Ergebnisse der Parlamentswahlen von 1990 nicht anerkannt hatte. 1997 wurden US-Entitäten und Personen Investitionen in Myanmar verboten, wobei die meisten US-Unternehmen das Land bereits verlassen hatten. Sekundärsanktionen verhinderten ausländische Investitionen in die Wirtschaft Myanmars weitgehend.

#### 21. Jahrhundert
Der vom Kongress der Vereinigten Staaten verabschiedete und vom Präsidenten 2003 unterzeichnete Burmese Freedom and Democracy Act (BFDA) beinhaltete ein Verbot aller Einfuhren aus Myanmar, ein Verbot der Ausfuhr von Finanzdienstleistungen nach Myanmar, ein Einfrieren der Vermögenswerte bestimmter birmanischer Finanzinstitute und erweiterte Visabeschränkungen für birmanische Beamte. Das BFDA wurde von der Executive Order 13310 begleitet, die die Einfuhr von Produkten und die Erbringung von Finanzdienstleistungen nach Myanmar verbot und nach einem Massaker an Oppositionellen unterzeichnet wurde. US-Außenministerin Condoleezza Rice brandmarkte Myanmar 2005 in einer Rede als einen der „Vorposten der Tyrannei“. 2008 wurde der burmesischen Demokratieaktivistin Aung San Suu Kyi vom US-Kongress die Congressional Gold Medal verliehen.

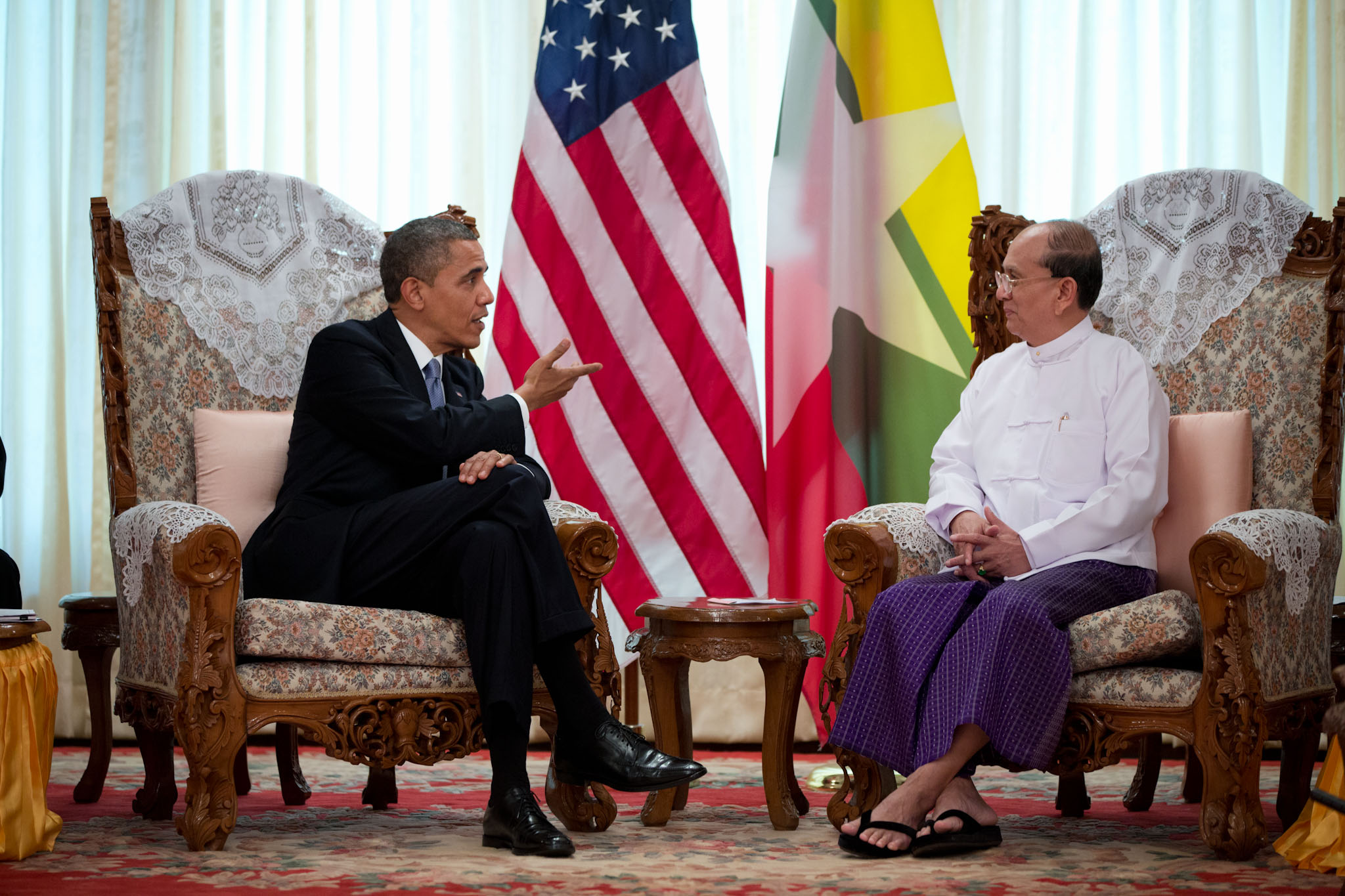
Barack Obama und Thein Sein in Rangun (2012)

Im Rahmen der Verabschiedung einer neuen demokratischeren Verfassung 2008 kam es zu einer politischen Tauwetterperiode und US-Außenministerin Hillary Clinton besuchte Myanmar Ende 2011, wo sie sich mit Thein Sein und Aung San Suu Kyi traf. Am 13. Januar 2012 kündigte US-Außenministerin Clinton den Austausch von Botschaftern zwischen den USA und Myanmar an, nachdem eine Amnestie für politische Gefangene in Myanmar erlassen wurde. Bald darauf wurden die Sanktionen gegen das Land gelockert und im November 2012 besuchte Barack Obama als erster US-Präsident Myanmar, wo er die demokratischen Reformen des Landes lobte. Im Mai 2013 besuchte Thein Sein als erster Präsident Myanmars seit 47 Jahren das Weiße Haus. Die beiden Regierungen kamen überein, am 21. Mai 2013 ein bilaterales Rahmenabkommen über Handel und Investitionen zu unterzeichnen, wodurch wieder ökonomischer Austausch ermöglicht wurde.
Die Beziehungen begannen sich ab 2017 durch die Repressionen gegen die Minderheit der Rohingya im Land zu verschlechtern und die USA begannen einzelne burmesische Beamte und Militärs für ihre Beteiligung an Massakern zu sanktionieren. Durch den Militärputsch in Myanmar 2021 wurde die Annäherung an die USA endgültig zunichtegemacht. Am 10. Februar kündigte Präsident Joe Biden Sanktionen gegen führende Militärs in Myanmar und ihre Geschäftspartner an. Im Dezember 2022 wurde im Kongress das BURMA Act verabschiedet, das Sanktionen gegen Personen vorsieht, die in den Staatsstreich verwickelt waren, und Unterstützung für die Zivilgesellschaft und humanitäre Hilfe vorsieht sowie die Schaffung einer Stelle im Außenministerium, die sich mit der Demokratie in Birma befasst. Im Oktober 2023 wurde die staatliche Ölgesellschaft Myanma Oil and Gas Enterprise ins Visier von US-Sanktionen genommen, welche knapp die Hälfte aller Deviseneinnahmen für die Militärjunta erbringt.
Am 4. Juni 2025 unterzeichnete US-Präsident Donald Trump eine Proklamation, die aus Gründen der nationalen Sicherheit ein Einreiseverbot für alle Bürger Myanmars verhängte.